# Ruthard (opat)
Opat Ruthard, OCist. (? † před 1207) byl německý římskokatolický duchovní a 1. opat cisterciáckého kláštera v Oseku zřejmě od roku 1192 až do své smrti.

## Život
Nejdříve byl převorem kláštera v bavorském Waldsassenu. Později se přestěhoval do Čech do Mašťova, kde byl cisterciácký klášter založený velmožem Milhoštěm (Milhostem). Zakladatel mašťovského klášter severočeský Milhošť nebyl v církevních kruzích osobou neznámou. Již téměř dvacet let vedl spor o majetek, který jeho bratr Petr kdysi věnoval johanitům. I přes špatnou zkušenost s Milhošťovým jednáním valdsasští cisterciáci na nabídku přistoupili a nejspíše roku 1192(?) poslali do Čech konvent v čele s opatem Ruthardem. Cisterciákům se však nevedlo v Mašťově lépe než johanitům, trpěli nedostatkem a výnosy z klášterního zboží stále pobíral Milhošť. Konflikty s ním dopadaly na Ruthardovu hlavu. 
Cisterciácký klášter v Oseku

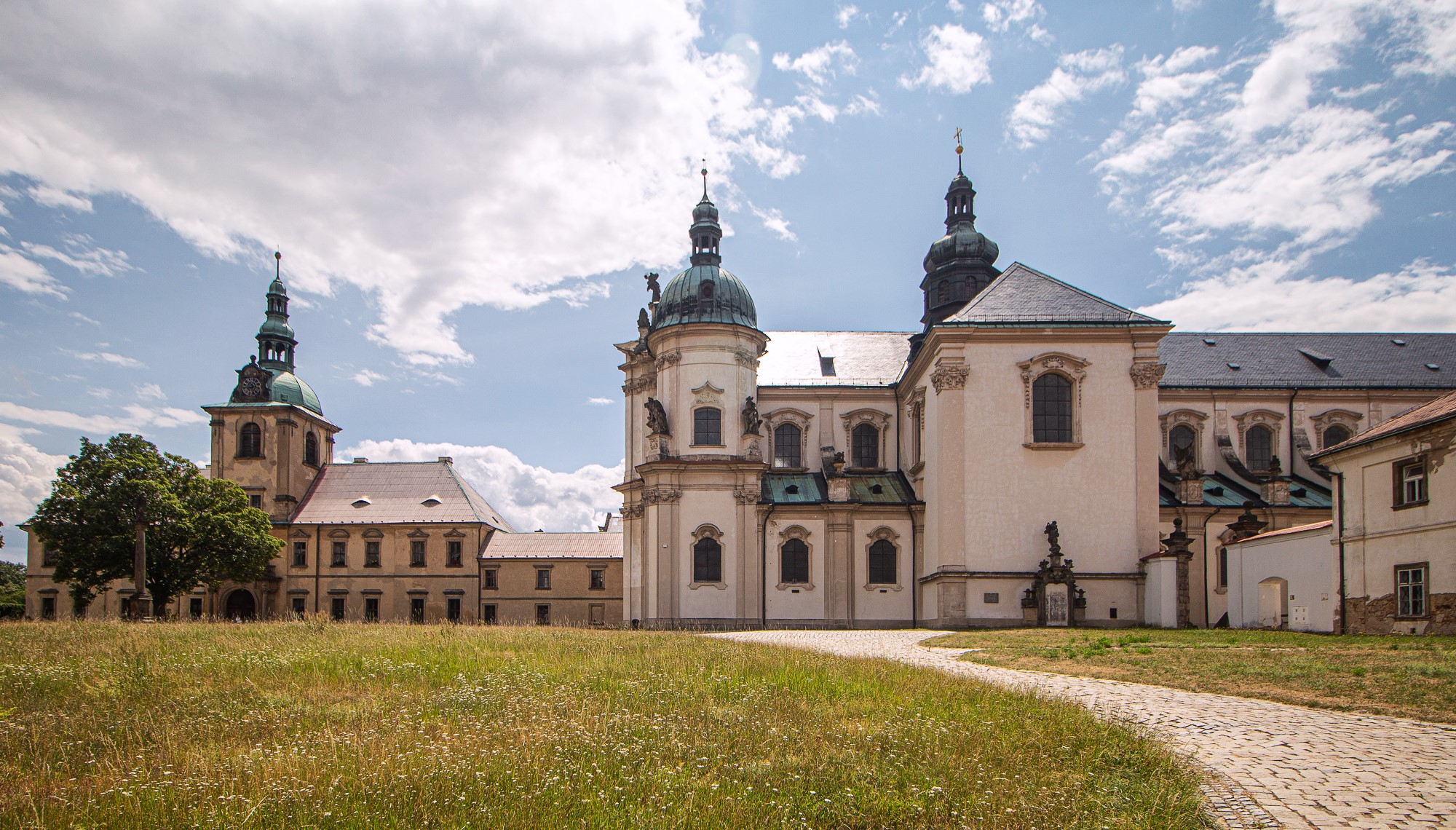

Po tomto sporu se bratrů ujímá Slávek (Slavek I. Hrabišic), předek pánů z Rýzmburka (Riesenburka) a usazuje je na svém majetku v Oseku někdy v rozmezí let 1196–1199. Komunita se zřejmě nejprve usadila u panského kostela s rodovou hrobkou, tedy u románského kostela sv. Petra a Pavla, který teprve v roce 1706 ustoupil stavbě oseckého farního chrámu, který se zachoval dodnes. Je možné, že v blízkosti rodového kostela bylo i hrabišické sídlo, které mohli cisteriáci používat jako provizorium. Toto vyplývá z faktu, že registra předhusitských papežských desátků kostel sv. Petra a Pavla nazývají starým klášterem (anticum claustrum). Snaha zajistit zemřelým příslušníkům rodu stálé modlitby mnichů představovala ve středověku častý důvod vzniku kláštera. Na formování nového oseckého opatství se jeho první opat Ruthard ještě podílel. 
Datum jeho úmrtí není zcela jisté, ví se, že zemřel někdy před rokem 1207.